# ABBYY Lingvo
ABBYY Lingvo — компьютерная программа и семейство электронных словарей, разработанные российской компанией «ABBYY».
Слово «lingvo» в переводе с языка эсперанто означает «язык», о чём есть статьи в словарях ABBYY Lingvo (LingvoUniversal и LingvoComputer).
12 августа 2010 года вышла версия для Mac OS X.
26 августа 2014 года вышла последняя версия x6 («икс шесть»). Количество словарных статей превышает 8,7 млн.

## История версий

### Ранние версии
В 1990 году вышла LINGVO 1.0 (LINGuist VOlume v.1.0).
Вторая версия также была под DOS.
Первая версия Лингво под Windows называлась Lingvo 3.0.
Далее следовали версии 6,7 и т.д. вплоть до версии 12, когда, согласно блогу компании, чтобы не выпускать 13-ю версию, заменили первый десяток на x.

### ABBYY Lingvo х3
3 августа 2008 года компания "ABBYY" представила новую версию электронного словаря ABBYY Lingvo x3.
- Европейская версия продукта ABBYY Lingvo x3 включает 130 общих и тематических словарей для перевода с русского на английский, испанский, итальянский, немецкий, португальский, французский и наоборот.
- Мобильный многоязычный словарь ABBYY Lingvo x3 — словарь для смартфонов, коммуникаторов и КПК, содержащий 38 современных полных словарей для 8 языков.
- Продукт ABBYY Lingvo х3 Английская версия включает 57 общелексических и тематических англо-русских и русско-английских словарей.

Все версии содержат толковые словари английского языка (Oxford и Collins) и Большой толковый словарь русского языка Ефремовой Т. Ф..

### ABBYY Lingvo х5
Вышла в 2011 году.
- Продукт ABBYY Lingvo x5 Английский язык Домашняя версия включает 25 общелексических словаря для англо-русского и русско-английского направлений перевода, а также полностью переработанные и обновленные издания словарей New Oxford American Dictionary и Oxford Dictionary of English, толковые русские словари[2].
- Продукт ABBYY Lingvo x5 Английский язык Профессиональная версия включает 67 общелексических, толковых, грамматических и тематических словарей для англо-русского и русско-английского направлений перевода, а также полностью переработанные и обновленные издания словарей New Oxford American Dictionary и Oxford Dictionary of English, толковые русские словари[2].
- Продукт ABBYY Lingvo x5 9 языков Домашняя версия включает 65 общелексических словаря для перевода слов и словосочетаний. Версия «9 языков» включает в себя русский, английский, немецкий, французский, испанский, итальянский, португальский, греческий и финский языки. В версию включены толковые и общелексические словари, а также полностью переработанные и обновленные издания словарей New Oxford American Dictionary и Oxford Dictionary of English 2010 года, русские толковые словари[3].
- Продукт ABBYY Lingvo x5 9 языков Профессиональная версия включает 152 общелексических, толковых, грамматических и тематических словаря для перевода слов и словосочетаний. Версия «9 языков» включает в себя русский, английский, немецкий, французский, испанский, итальянский, португальский, греческий и финский языки[3].
- Продукт ABBYY Lingvo x5 20 языков Домашняя версия включает свыше 90 общелексических словарей на английском, немецком, французском, испанском, итальянском, португальском, китайском, турецком, украинском, латинском, венгерском, греческом, датском, казахском, нидерландском, норвежском, польском, татарском, финском языках. В версию включены толковые и общелексические словари[4].
- Продукт ABBYY Lingvo x5 20 языков Профессиональная версия включает 204 общелексических, толковых, грамматических и тематических словаря на английском, немецком, французском, испанском, итальянском, португальском, китайском, турецком, украинском, латинском, венгерском, греческом, датском, казахском, нидерландском, норвежском, польском, татарском, финском языках. В версию включены толковые, общелексические и тематические словари[4].

### ABBYY Lingvo х6
Новая версия вышла 26 августа 2014 года.
В ABBYY Lingvo нет функции полнотекстового перевода, но возможен пословный перевод текстов из буфера обмена. В некоторых словарях на английском, немецком и французском большинство слов озвучены профессиональными дикторами — носителями языка.
В состав программы входит обучающий модуль Lingvo Tutor, помогающий запоминать новые слова.

### Lingvo by Content AI
С 2022 года, после ухода с российского рынка международной группы ABBYY, продажу и техническую поддержку словарей Lingvo осуществляет компания Content AI (ООО "Контент ИИ").
В декабре 2022 года Content AI выпустила обновленный релиз словарей под новым именем - Lingvo by Content AI.
В линейку продуктов входят:
- Lingvo by Content AI. Выпуск x6. Английская версия: 40 словарей для английского и русского языка в Профессиональной версии, 10 словарей в Домашней версии.
- Lingvo by Content AI. Выпуск x6. Многоязычная версия для 10 языков: английского, французского, немецкого, итальянского, испанского, португальского, китайского, казахского, норвежского и русского.

### Пользовательские словари
Помимо существующих словарей, созданных профессиональными лексикографами, сотрудниками компании ABBYY, и авторитетных бумажных и электронных словарей, существует обширная база бесплатных пользовательских словарей на языке DSL (Dictionary Specification Language), поддерживаемом системой электронных словарей ABBYY Lingvo.
Ранее пользователи могли загружать словари на сайт ассоциации лексикографов Lingvo; после проверки словари становились доступны для скачивания.